# FC Sioni Bolnisi
Football Club Sioni Bolnisi (normalt bare kendt som Sioni Bolnisi) er en georgisk fodboldklub fra Bolnisi. Klubben blev grundlagt i 1936.

## Titler
- Georgiske Liga (1): 2006[1]

## Historiske slutplaceringer

### Umaglesi Liga
| Sæson   | Niveau | Liga          | Placering | Kilder |
| ------- | ------ | ------------- | --------- | ------ |
| 2012-13 | 1.     | Umaglesi līga | 10.       | [ 2 ]  |
| 2013-14 | 1.     | Umaglesi līga | 3.        | [ 3 ]  |
| 2014-15 | 1.     | Umaglesi līga | 13.       | [ 4 ]  |
| 2015-16 | 1.     | Umaglesi līga | 5.        | [ 5 ]  |
| 2016    | 1.     | Umaglesi līga | 12.–13.   | [ 6 ]  |

### Erovnuli Liga
| Sæson | Niveau | Liga            | Placering | Kilder |
| ----- | ------ | --------------- | --------- | ------ |
| 2017  | 2.     | Erovnuli līga 2 | 6.        | [ 7 ]  |
| 2018  | 1.     | Erovnuli līga   | 6.        | [ 8 ]  |
| 2019  | 1.     | Erovnuli līga   | 9.        | [ 9 ]  |